# Municipio de Carr (condado de Jackson)
El municipio de Carr (en inglés: Carr Township) es un municipio ubicado en el condado de Jackson en el estado estadounidense de Indiana. En el año 2010 tenía una población de 1510 habitantes y una densidad poblacional de 13,9 personas por km².

## Geografía
El municipio de Carr se encuentra ubicado en las coordenadas 38°49′11″N 86°13′34″O / 38.81972, -86.22611. Según la Oficina del Censo de los Estados Unidos, el municipio tiene una superficie total de 108.66 km², de la cual 107,03 km² corresponden a tierra firme y (1,5 %) 1,63 km² es agua.

## Demografía
Según el censo de 2010, había 1510 personas residiendo en el municipio de Carr. La densidad de población era de 13,9 hab./km². De los 1510 habitantes, el municipio de Carr estaba compuesto por el 97,48 % blancos, el 0,13 % eran afroamericanos, el 0,4 % eran amerindios, el 0,2 % eran isleños del Pacífico, el 0,07 % eran de otras razas y el 1,72 % eran de una mezcla de razas. Del total de la población el 1,26 % eran hispanos o latinos de cualquier raza.